# 温溪心
温溪心，北宋邈川（今青海乐都）吐蕃大首领，温逋奇之子。
温溪心与西夏通好，想要借西夏支持，以报唃厮啰杀父之仇。同时，也向宋朝靠拢。宋神宗熙宁九年（1076年），他向宋朝请求归附。因他曾投靠西夏，接受西夏俸禄，被宋朝拒绝。唃厮啰养孙阿里骨在青唐（今青海西宁市）执政后，把矛头对准邈川。元丰七年（1084年）十月，温溪心再遣使致书宋朝兰州监军李宪，再次请求内附。宋哲宗元祐元年（1086年），向宋贡牛，受到回赐。次年三月，没有跟随阿里骨、鬼章攻打洮州、河州，与大首领心牟钦毡派人向宋朝密报机事，以功授瓜州团练使。元丰四年（1089年）正月，宋朝又因他拒绝同西夏往来、而与宋通和，授任其子觉勒玛斯多卜为本族都军主，其妻辖索诺木布摩特为县君，月给茶绢。元丰六年（1091年）二月，宋朝授其子巴温为化外胜州刺史。十月，因仰慕宋臣文彦博之名，向赠文彦博名马。再次受宋朝命令，招谕西夏守将仁多保忠归宋，未果。次年八月，为阿里骨所逼，与子前往青唐，被阿里骨拘留。元丰九年（1094年），虽经宋使交涉，一直未获释。后史籍没有记载他的事迹。其侄温纳支郢成。